# NGC 2088
NGC 2088 ist ein offener Sternhaufen im Sternbild Dorado in der Großen Magellanschen Wolke.
Das Objekt wurde am 31. Januar 1835 von John Herschel entdeckt.